# Małgorzata Daczewska
Małgorzata Daczewska – polska biolog, dr hab. nauk biologicznych, profesor nadzwyczajny Instytutu Zoologicznego i Instytutu Biologii Eksperymentalnej Wydziału Nauk Biologicznych Uniwersytetu Wrocławskiego.

## Życiorys
W 1987 ukończyła studia biologiczne na Uniwersytecie Wrocławskim. 21 stycznia 1999 obroniła pracę doktorską pt. Somitogeneza i miogeneza miotomalna u Hymenochirus Boettgeri (Anura, Pipidae), otrzymując doktorat, a 26 czerwca 2008 habilitowała się na podstawie oceny dorobku naukowego i pracy zatytułowanej Porównawcze badania różnicowania się mięśni miotomalnych u kręgowców ze szczególnym uwzględnieniem roli komórek mezenchymatycznych. 25 lutego 2019 nadano jej tytuł naukowy profesora w zakresie nauk biologicznych.
Została zatrudniona na stanowisku profesora nadzwyczajnego Instytutu Zoologicznego i Instytutu Biologii Eksperymentalnej, oraz prodziekana na Wydziale Nauk Biologicznych Uniwersytetu Wrocławskiego.

## Publikacje
- 2006: Differentiation and identity of the Drosophila leg muscles: roles of FGF pathway and homeodomain transcription factor Ladybird. XXVII Conference of Embryology. Zakopane[1]
- 2006: Proliferating cell nuclear antigen in neoplastic PC12 and normal 3T3 balb cells after photodynamic therapy[1]
- 2015: The photodynamic effect of far-red range phthalocyanines (AlPc and Pc green) supported by electropermeabilization in human gastric adenocarcinoma cells of sensitive and resistant type[1]
- 2018: Calcium electroporation for treatment of sarcoma in preclinical studies[1]